# Český Újezd
Český Újezd, také Český Oujezd (německy Böhmisch Neudörfl), je malá vesnice a část obce Chlumec v okrese Ústí nad Labem. Nachází se asi tři kilometry jihovýchodně od Chlumce. Český Újezd je také název katastrálního území o rozloze 1,12 km².
Části Hrbovice, Český Újezd a Střížovice tvoří exklávu města Chlumec; od hlavní části města ji odděluje území města Chabařovice a bývalý Úžín, který patří k ústecké části Všebořice.

## Historie

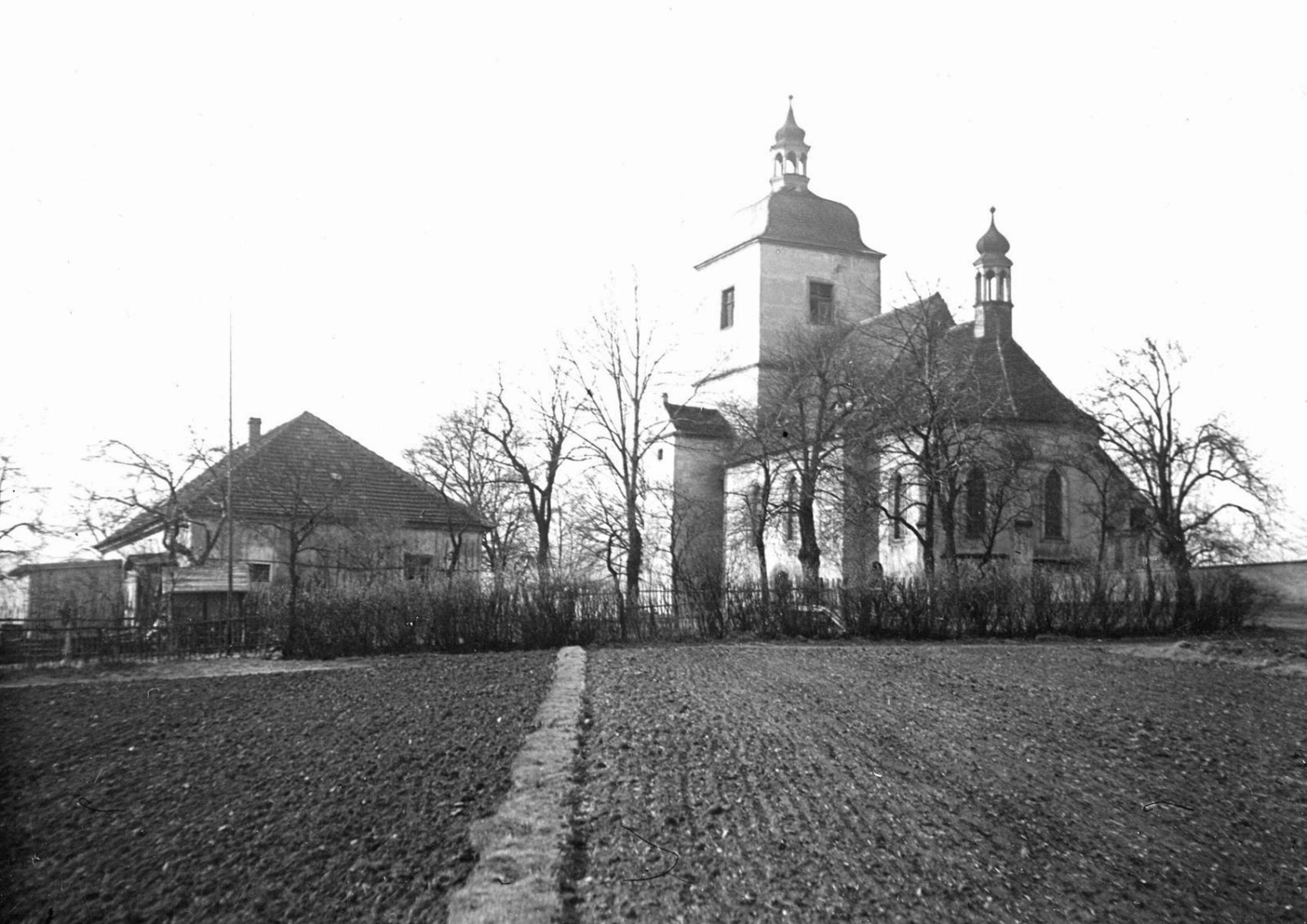
Kostel sv. Vavřince, zbořený v roce 1967

První písemná zmínka o Českém Újezdu pochází z roku 1186, kdy bratři Mešek a Hroznata vesnici věnovali řádu johanitů.[zdroj⁠?!] Původně se vesnice jmenovala pouze Újezd, nicméně již od roku 1592 je známá pod dnešním názvem.
Roku 1902 byl v katastrálním území vesnice v provozu hnědouhelný důl Petri Mostecké uhelné společnosti. O pět let později zaměstnával 114 pracovníků a vyprodukoval téměř 85 tisíc tun uhlí. Dne 26. března 1932 se 96 horníků dolu připojilo k tzv. velké mostecké stávce.
Vesnice zanikla kvůli rozšiřování hnědouhelného lomu Chabařovice.Kostel svatého Vavřince byl odstřelen v lednu roku 1967.

## Obyvatelstvo

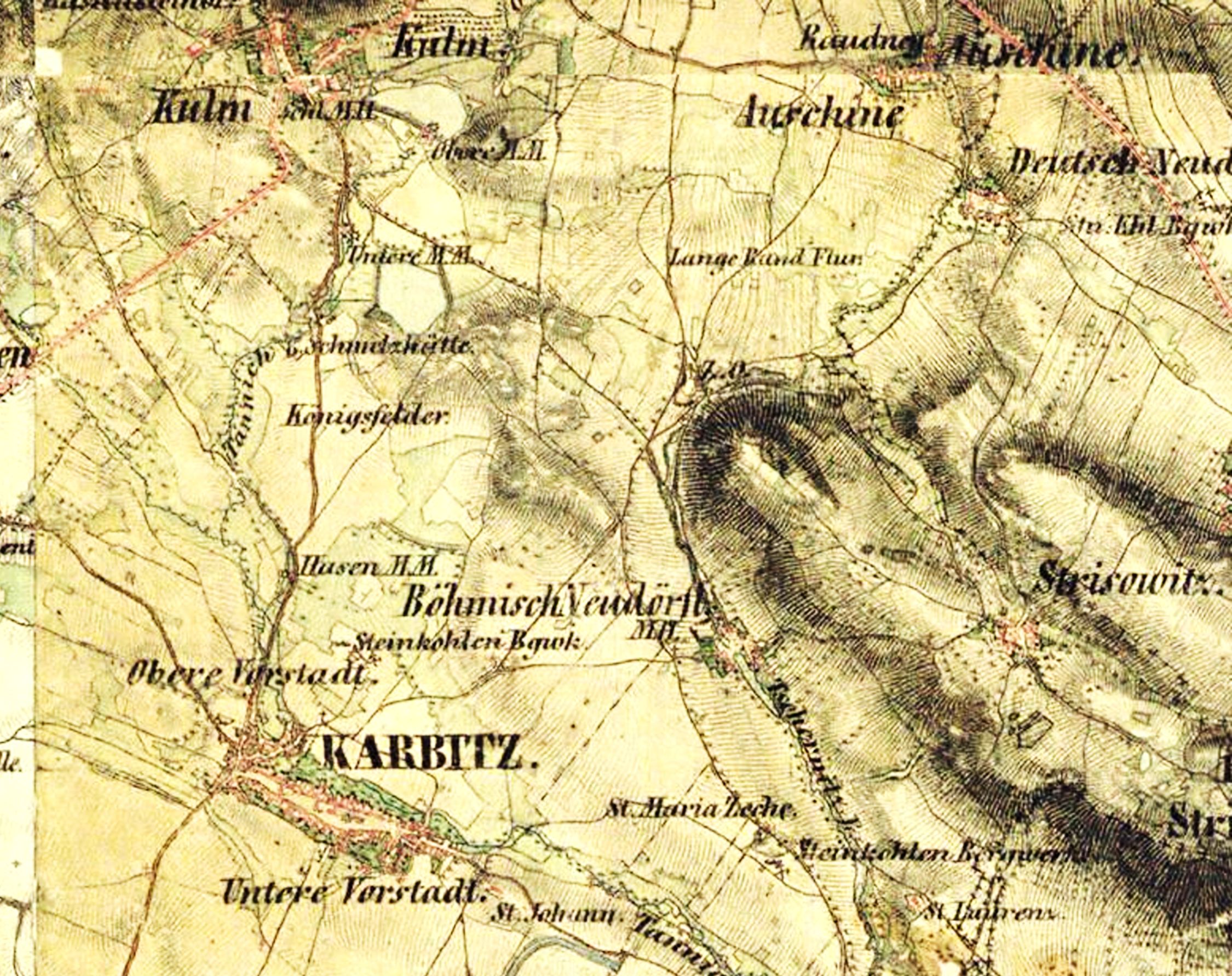
Český Újezd (Böhmisch Neudörfel) na mapě z poloviny 19. století

Při sčítání lidu v roce 1921 ve vsi žilo 266 obyvatel (z toho 133 mužů), z nichž bylo 69 Čechoslováků, 185 Němců, pět Židů a sedm cizinců. Kromě římskokatolické většiny (230 osob) ve vsi žil jeden evangelík, pět židů a třicet lidí bez vyznání. Podle sčítání lidu z roku 1930 měla vesnice 312 obyvatel: 63 Čechoslováků, 241 Němců a osm cizinců. S výjimkou jedenácti evangelíků a 32 lidí bez vyznání byli římskými katolíky.
|           | 1869 | 1880 | 1890 | 1900 | 1910 | 1921 | 1930 | 1950 | 1961 | 1970 | 1980 | 1991 | 2001 | 2011 |
| --------- | ---- | ---- | ---- | ---- | ---- | ---- | ---- | ---- | ---- | ---- | ---- | ---- | ---- | ---- |
| Obyvatelé | 194  | 213  | 205  | 235  | 243  | 266  | 312  | 219  | 148  | 107  | 96   | 47   | 67   | 73   |
| Domy      | 29   | 31   | 31   | 33   | 41   | 47   | 49   | 51   | 35   | 27   | 24   | 27   | 27   | 31   |